# Quai de la Corse
Quai de la Corse (Korsické nábřeží) je nábřeží v Paříži na břehu řeky Seiny. Nachází se ve 4. obvodu.

## Poloha
Nábřeží vede po severním okraji ostrova Cité mezi mosty Arcole a Change. Uprostřed nábřeží se nachází ještě most Notre-Dame. Začíná na křižovatce s ulicí Rue d'Arcole, kde na něj navazuje Quai aux Fleurs a končí u Boulevardu du Palais, odkud pokračuje po proudu Quai de l'Horloge.

## Historie
Nábřeží vzniklo na počátku 19. století pod názvem Quai Napoléon. V roce 1816 bylo přejmenováno na Quai de la Cité, v roce 1834 opět na Quai Napoléon a v roce 1879 na Quai aux Fleurs podle nedalekého květinového trhu. V roce 1929 získala západní polovina nábřeží svůj dnešní název Quai de la Corse podle ostrova Korsiky.

## Zajímavé stavby
- Hôtel-Dieu – nemocnice, jejíž zadní trakt vede až na nábřeží
- Květinový a ptačí trh mezi náměstím Place Louis-Lépine a nábřežím
- Budova Obchodního soudu